# Station Reading West
Reading West is een spoorwegstation van National Rail in Reading, Reading in Engeland. Het station is eigendom van Network Rail en wordt beheerd door Great Western Railway. Het station is geopend in 1906.